# استان ناکون نایوک
استان ناکون نایوک (به انگلیسی Nakhon Nayok) یکی از استان‌های کشور تایلند است.

## جغرافیا
مساحت آن ۲٬۱۲۲ کیلومترمربع می‌باشد.
جمعیت این استان در سال ۲۰۰۸ بالغ بر ۲۴۱۰۰۰ نفر برآورد شده است .
استان  ناکون نایوک از نظر تقسیمات کشوری بخشی از ناحیه مرکزی تایلند به حساب می آید.
مرکز این استان شهر ناکون نایوک سیتی است.

## نواحی

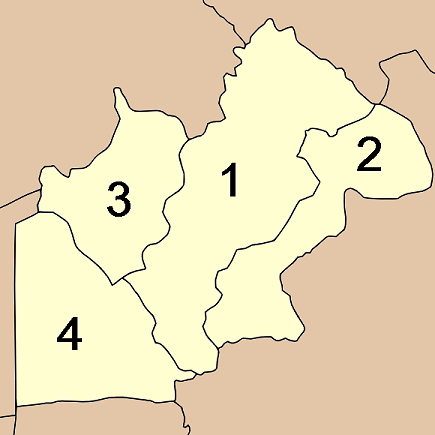

1. Mueang Nakhon Nayok
2. Pak Phli
3. Ban Na
4. Ongkharak